# Joseph Maximilian von Maillinger

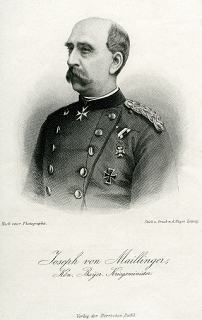
General von Maillinger (~ 1880);
grabado en acero por August Weger.

Joseph Maximilian Fridolin Ritter von Maillinger (4 de octubre de 1820 - 6 de octubre de 1901) fue un General der Infanterie bávaro y Ministro de Guerra bajo Luis II de Baviera.

## Biografía
Von Maillinger nació en Passau. Después de pasar su carrera como oficial de compañía, finalmente en el Generalquartiermeister en Múnich, fue transferido como mayor al Comandamiento General del Estado Mayor en Múnich. La primera vez que sirvió en el ministerio de guerra, fue a las órdenes de Von Lüder. En 1863 se convirtió en jefe de departamento en el ministerio de guerra. También era adjunto de Eduard von Lutz, así como su representante en el Landtag. En 1865 avanzó a Oberstleutnant y en 1866 a Oberst. A partir de entonces fue comandante del 7.º Regimiento de Infantería Bávaro y diputado de Von Lutz. En 1869 pasó a ser mayor general y comandante de la 8.ª Brigada de Infantería Real Bávara. Un año después, avanzó a teniente general, y lideró la 2.ª División Real Bávara durante las campañas de la Guerra franco-prusiana, que permaneció en Francia como parte de la ocupación bávara hasta 1873. Después de volver a Baviera
se convirtió en comandante del II Cuerpo Real Bávaro. Durante el periodo en que sirvió como ministro de guerra ascendió a General der Infanterie en 1877 y logró la adquisición del 9.º Regimiento Real Bávaro de Infantería "Wrede" Ritter von Maillinger se convirtió en miembro del Reichsrat en 1888. Murió en Bad Aibling. La Maillingerstraße en Múnich es nombrada en su honor.

## Condecoraciones
Recibió los siguientes honores:
- Reino de Baviera:
  - Caballero de San Huberto
  - Caballero de la Orden Militar de Max Joseph, 1870
  - Caballero al Mérito de la Corona Bávara
  - Caballero de la Orden al Mérito de San Miguel, 1.ª Clase
  - Comandante de la Orden al Mérito Militar
- Imperio austríaco: Caballero de la Corona de Hierro, 3.ª Clase
- Reino de Prusia:
  - Gran Cruz del Águila Roja
  - Pour le Mérite (militar), 19 de enero de 1873[6]
  - Cruz de Hierro, 1.ª Clase
- Reino de Sajonia: Gran Cruz de la Orden de Alberto